# Хелена Педерсдаттер Странге
Хелена Педерсдаттер Странге (дат. Helena Pedersdatter Strange; швед. Helena Pedersdotter Strange; в Швеции также известна как королева Элин; ок. 1200 ― 1255) ― королева-консорт Швеции, супруга короля Кнута II. Происходила из благородной семьи Ульфельдтов.
Её отцом был датский рыцарь Педер Странгессон, матерью ― Ингеборг Эсбернсдаттер из династии Хвиде, племянница датского архиепископа Абсалона. Считается, что Хелена вышла замуж за Кнута, занимавшего пост регента при короле Швеции примерно в 1225 году, хотя точный год их бракосочетания неизвестен. Кнут был регентом при несовершеннолетнем короле Эрике XI с 1222 года и сам занял трон в 1229 году. Хелена, или Элин, как её называют шведские историки, тем самым стала королевой. Королева Элин использовала ту же самую печать на официальных документах, что и её супруг: любопытный факт, который свидетельствует о том, что она могла иметь большое политическое влияние в королевстве.
В 1234 году её супруг умер, и свергнутый король Эрик вернулся на свою родину. Вдовствующая королева Элин вышла замуж за дворянина Филипа Лаурессона. В 1247 году она стала свидетелем того, как её сын от первого брака восстал против нового монарха, но потерпел неудачу и был казнён в 1248 году. Второй её сын был казнён в 1251 году, и в том же году она стала вдовой. Скончалась в 1255 году.

## Дети
- Хольмгер Кнутссон, казнён после битвы при Спаррсетре в 1247 году.
- Филип Кнутссон, казнён в 1251 году.